# A Song Calling for You
A Song Calling for You (Remix) (널 부르는 노래?, Neol Bureuneun Norae) è un singolo digitale della boy band sudcoreana SS501, pubblicato il 7 maggio 2008 per il mercato coreano. Il singolo contiene un remix del brano A Song Calling for You originariamente contenuto nel singolo Deja Vu del 2008. Una versione del brano in lingua giapponese è stata successivamente inclusa nel singolo Lucky Days.

## Tracce
Download digitale
1. A Song Calling for You (Remix) (널 부르는 노래)
2. A Song Calling for You (Inst.) (널 부르는 노래